# Heteromolpadia pikei
Heteromolpadia pikei är en sjögurkeart som beskrevs av Pawson 1965. Heteromolpadia pikei ingår i släktet Heteromolpadia och familjen Molpadiidae. Inga underarter finns listade i Catalogue of Life.